# Río Pibor
El río Pibor o Yuba es un río del África ecuatorial que discurre principalmente por Sudán del Sur, aunque en su tramo final marca la frontera con Etiopía. Fluye en dirección norte unos 320 km hasta encontrarse con el río Baro, con el que forma el río Sobat, un afluente que desemboca en el Nilo Blanco tras recorrer 340 km. Su cuenca hidrográfica cubre cerca de 10.000 km², y su caudal medio anual es de 98 m³/s.
La fuente más lejana del Pibor sin embargo, está en su principal afluente, el río Akobo, de 434 km. Considerando que el Akobo desemboca en el Pibor a 108 kmde la confluencia con el Baro —medidos cuidadosamente con la herramienta de medición de distancias de GoogelMaps—  el sistema Pibor-Akobo, alcanza los 542 km, siendo por ello también la fuente más lejana del río Sobat. El tramo desde que el Akobo desagua en el Pibor hasta que este confluye con el Baro marca la frontera entre Etiopía y Sudán del Sur.